# Omphalo-placenta
Un omphalo-placenta, ou placenta chorio-vitellin, est un type de placenta dans lequel les villosités choriales sont irriguées par des vaisseaux vitellins apportés par le lécithocèle ou vésicule vitelline  lorsqu'il entre en contact avec le chorion, contrairement aux allantoplacentas associés à l'allantoïde. On trouve ce type de placenta chez les marsupiaux, qui ont une vésicule vitelline très développée et un allantoïde réduit, mais aussi chez quelques Euthériens comme le cheval, les rongeurs et les insectivores chez qui il persiste en fin de gestation.
On trouve également ce type de placenta chez les requins-marteaux. C'est une convergence évolutive avec les Mammifères. 

## Sources
-André Beaumont et Pierre Cassier, Biologie animale, les Cordés: anatomie comparée des vertébrés, 9e édition, Dunod, 2009, 653p.
-Julian Lombardi, Comparative vertebrate reproduction, 1998